# Ctenusa obsoletilinea
Ctenusa obsoletilinea là một loài bướm đêm trong họ Noctuidae.